# GNV Aries
Die GNV Aries war ein RoPax-Schiff der italienischen Reederei Grandi Navi Veloci.

## Geschichte
Das Schiff wurde für North Sea Ferries bei Govan Shipbuilders in Glasgow gebaut und nahm seinen Betrieb am 8. Mai 1987 zwischen Kingston upon Hull und Rotterdam auf.
In der Nacht zum 2. September 2002 brach auf dem Schiff ein Brand aus, während es kurz zuvor aus dem englischen Hull nach Zeebrugge ausgelaufen war. Die 611 Passagiere des Schiffs mussten auf dem Oberdeck mit angelegten Rettungswesten die Löscharbeiten der Mannschaft abwarten. Bereits in der Woche vorher war auf dem Schiff ein Brand ausgebrochen.
Im Januar 2003 ging das Schiff in den Besitz von P&O Ferries über. P&O Ferries setzte die Fähre als Pride of York unter britischer Flagge ebenfalls zwischen Hull und Rotterdam ein.
Am 15. April 2021 ging das Schiff in den Besitz von Grandi Navi Veloci über und wurde am 20. Mai 2021 in GNV Aries umbenannt. Ab dem 5. Juni 2021 bediente es die Strecke zwischen Neapel und Palermo.
2024 wurde das Schiff außer Dienst gestellt und ab Anfang 2025 in Aliağa verschrottet.

## Ausstattung
An Bord der GNV Aries befanden sich eine Snackbar, ein Einkaufsladen, eine Pizzeria, ein Restaurant und ein Kinderspielraum.

## Schwesterschiff
Die GNV Aries hat ein Schwesterschiff, die GNV Antares.